# 30 Park Place
El Four Seasons Hotel New York Downtown, también conocido como 30 Park Place, es un rascacielos de uso residencial y hotelero en Tribeca, Manhattan, Nueva York. Con 282 metros de altura, es uno de los edificios residenciales más altos de la zona, y ofrece vistas panorámicas del skyline de la ciudad y de su bahía. Las plantas superiores del edificio, que tiene un total de 67 plantas, lo conforman el Four Seasons Private Residences New York Downtown, con 157 unidades, que van de uno a seis dormitorios, tienen un hall de acceso exclusivo en 30 Park Place. Las plantas inferiores albergan las 189 habitaciones del Four Seasons Hotel, con acceso desde Barclay Street, que abrió sus puertas en septiembre de 2016.

## Construcción y financiación
Los terrenos fueron adquiridos en 2006, pero la financiación necesaria no se obtuvo hasta 2013. La torre ha sido promovida por Silverstein Properties, diseñada por el estudio de arquitectura de Robert A. M. Stern. En mayo de 2013, Silverstein Properties obtuvo un préstamo de 660 millones de $ para financiar la obra. Tishman Construction es el supervisor y contratista del proyecto. Las obras de construcción empezaron en otoño de 2013 y su finalización estimada tendrá lugar en 2016. El edificio fue coronado arquitectónicamente a principios de 2015 y la instalación de la fachada exterior y las ventanas se completó en agosto de 2015. En el momento de su finalización era el segundo edificio residencial más alto del Downtown Manhattan, solo superado por 70 Pine Street.

## Instalaciones
Four Seasons Hotel New York Downtown cuenta con 189 habitaciones y suites, una piscina de entrenamiento de 75 pies (23 metros), un spa con siete salas de tratamiento, servicios de negocios las 24 horas y un gimnasio abierto las 24 horas. Justo al lado del vestíbulo está CUT by Wolfgang Puck, el primer restaurante del famoso chef en Nueva York.

## Galería de fotos del inmueble

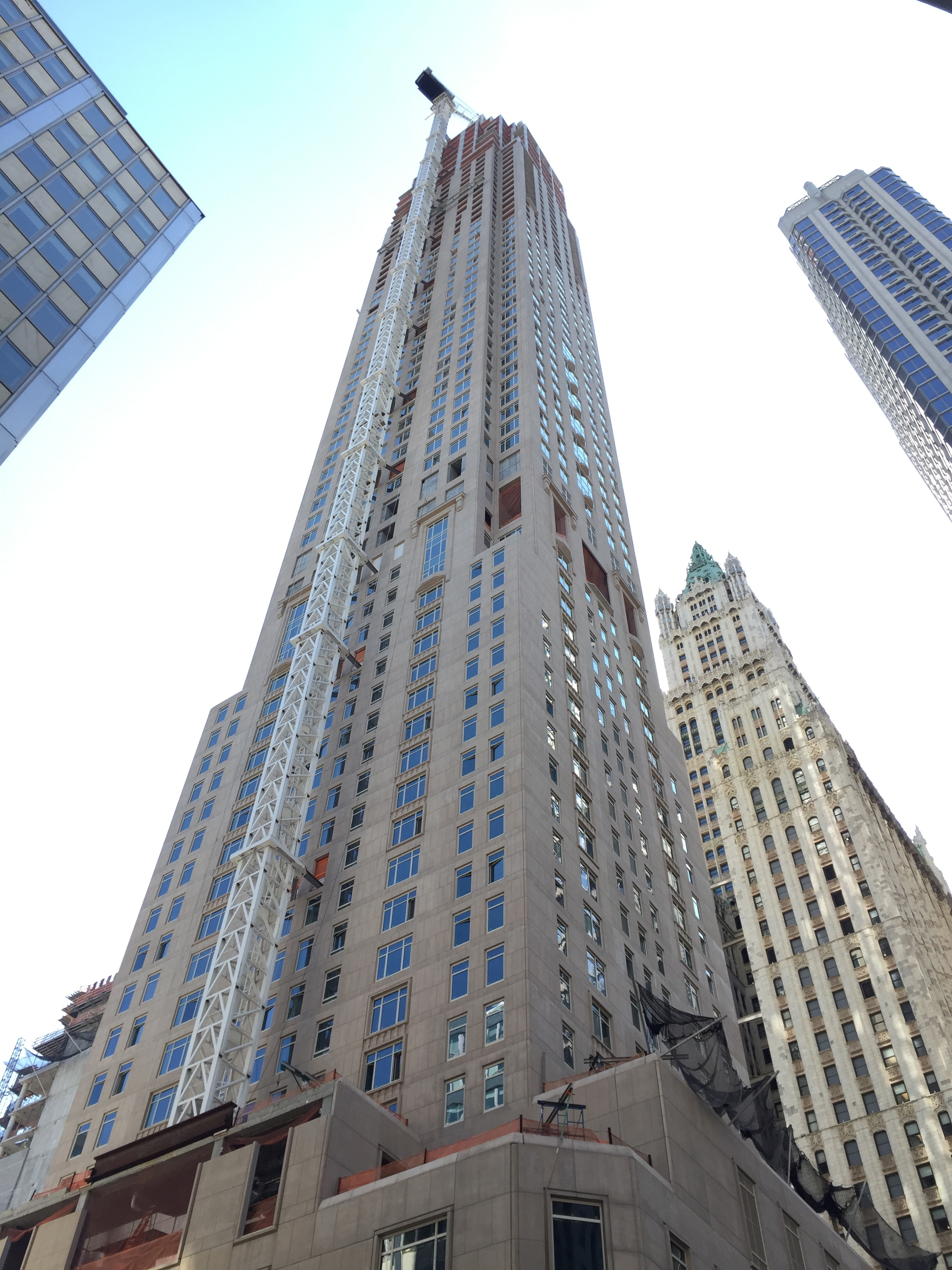
Foto 10 junio 2015
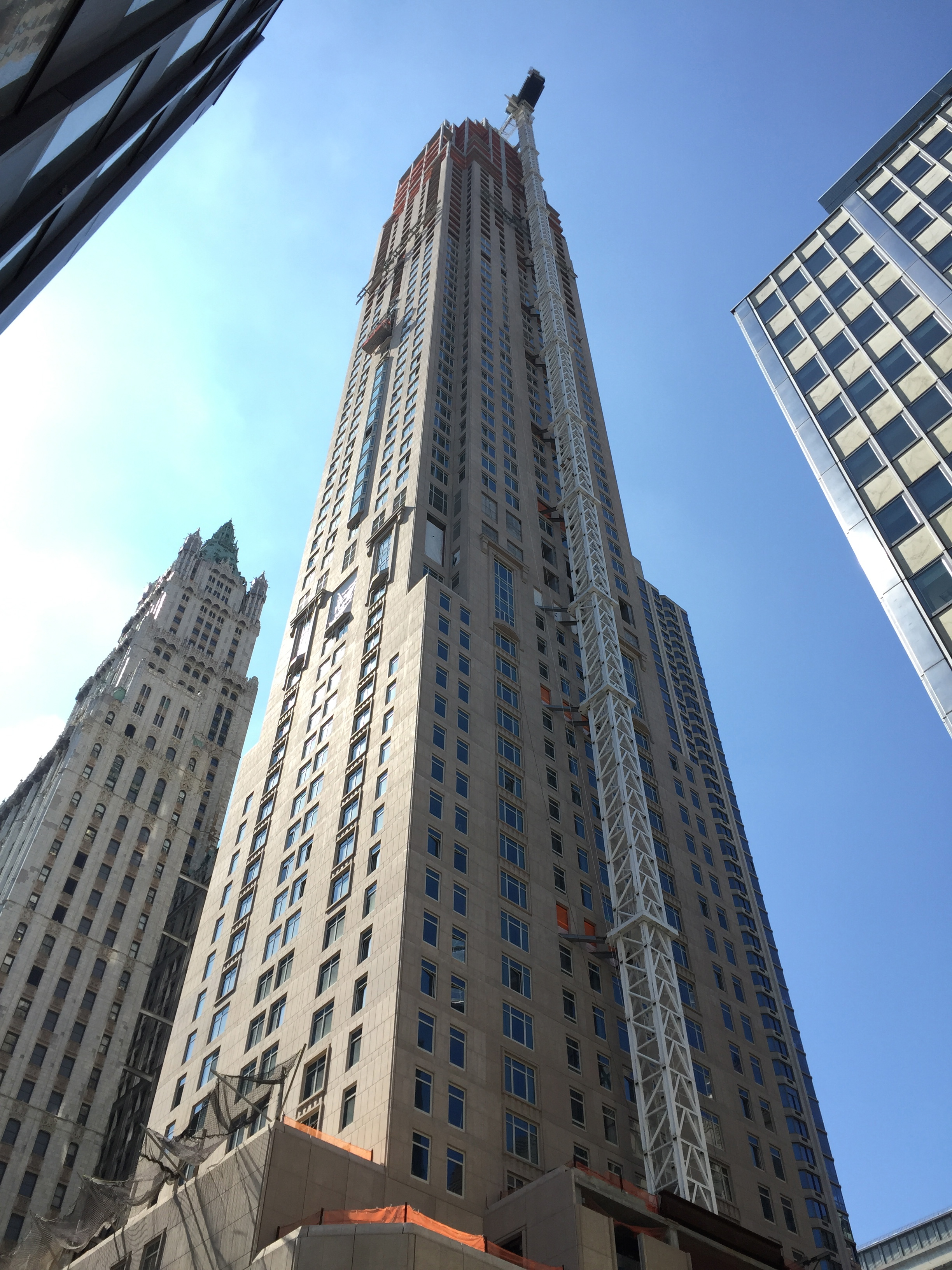
Foto 10 junio 2015
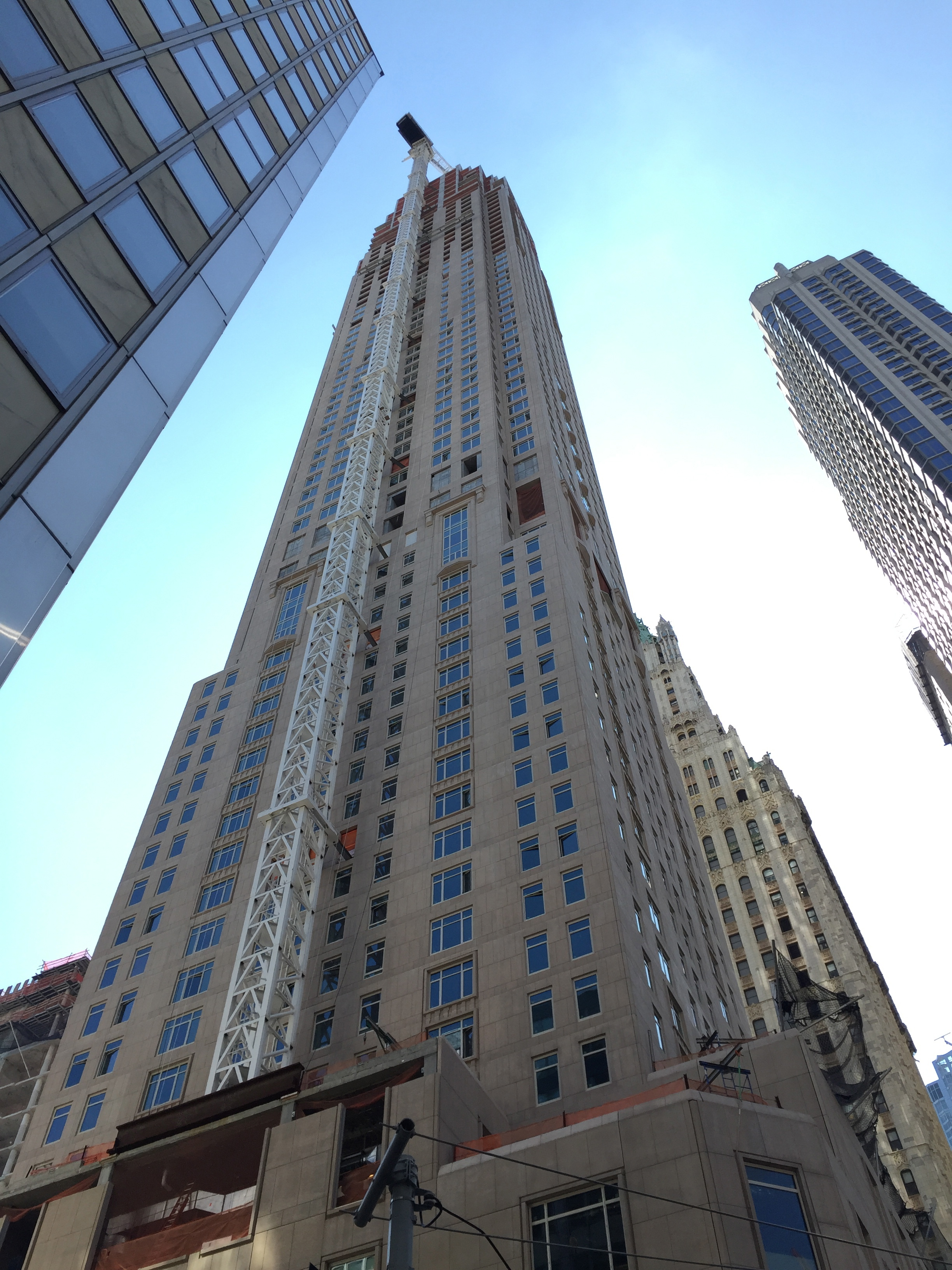
Foto 10 junio 2015
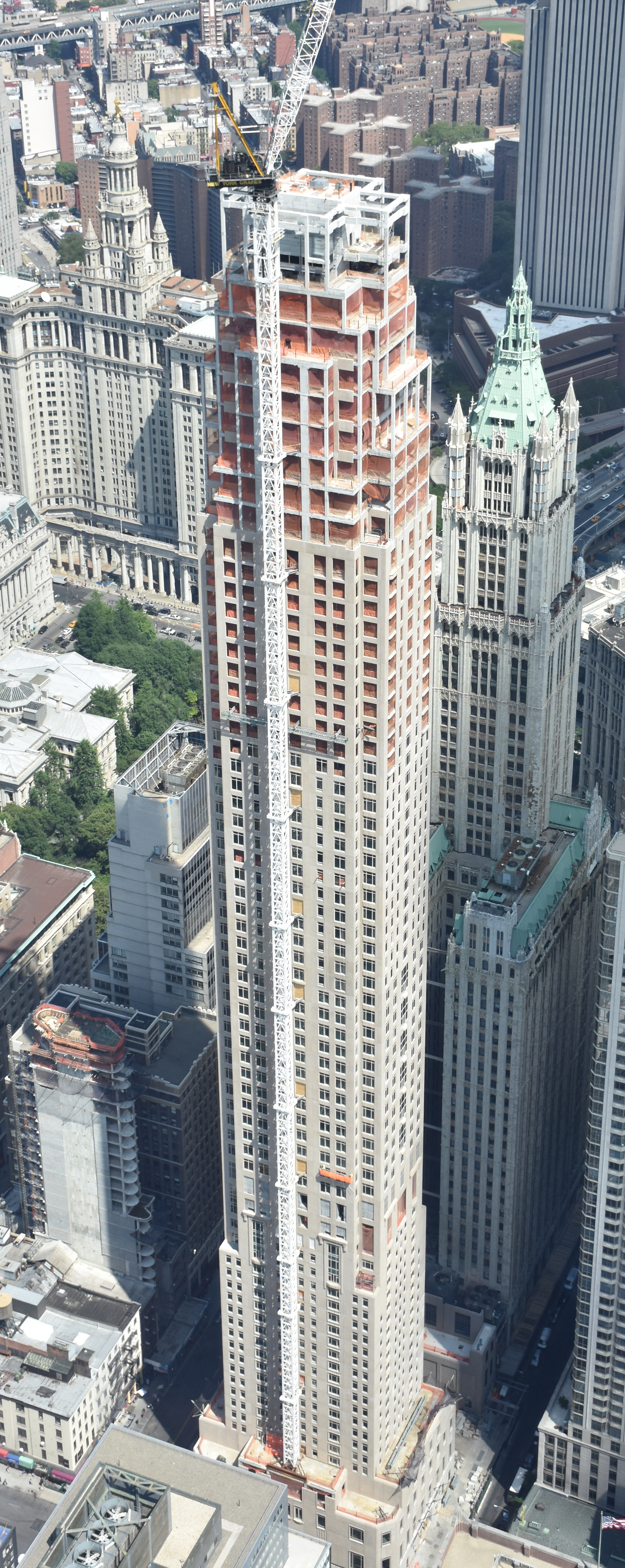
La torre el 19 junio 2015
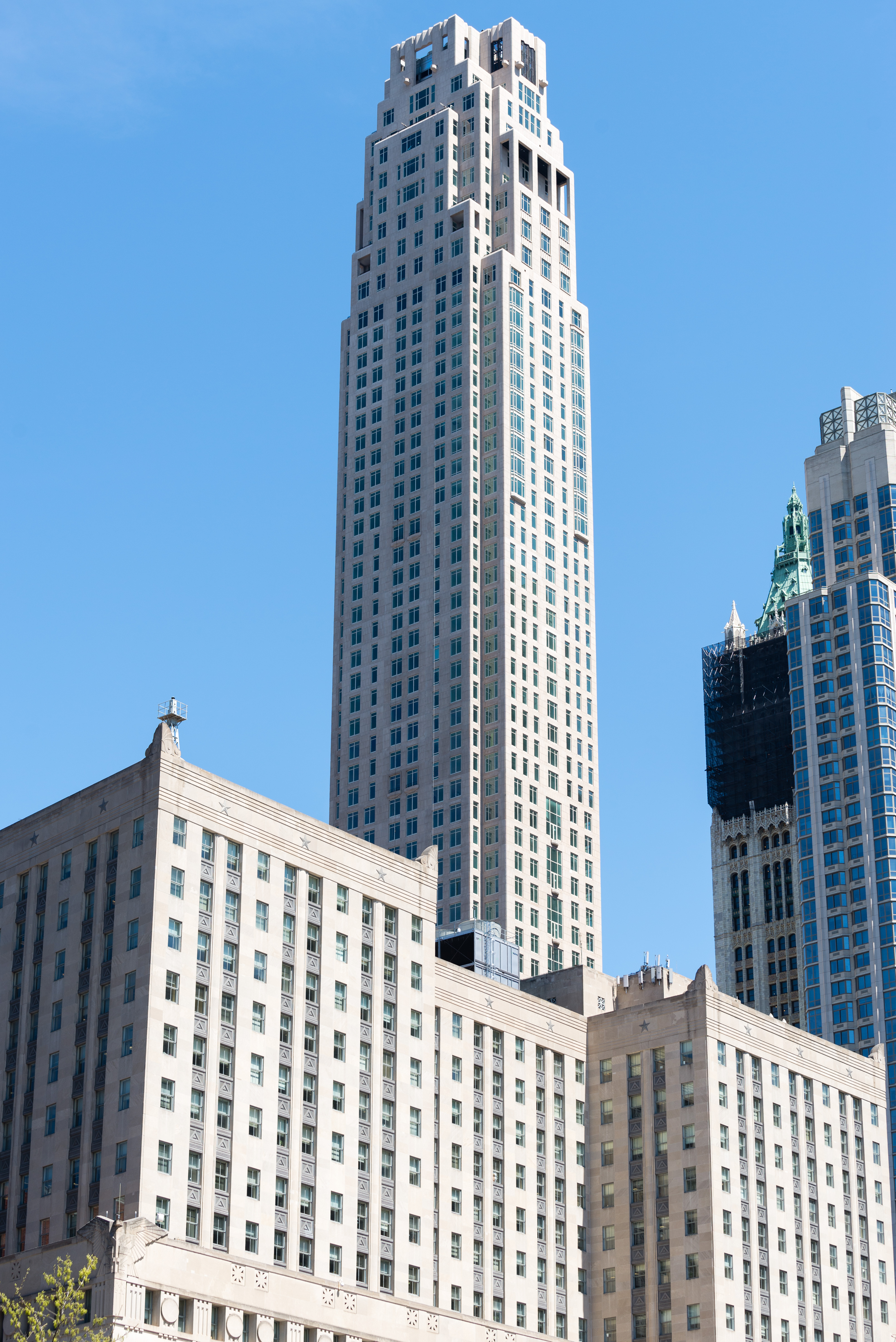
Foto 24 abril 2016
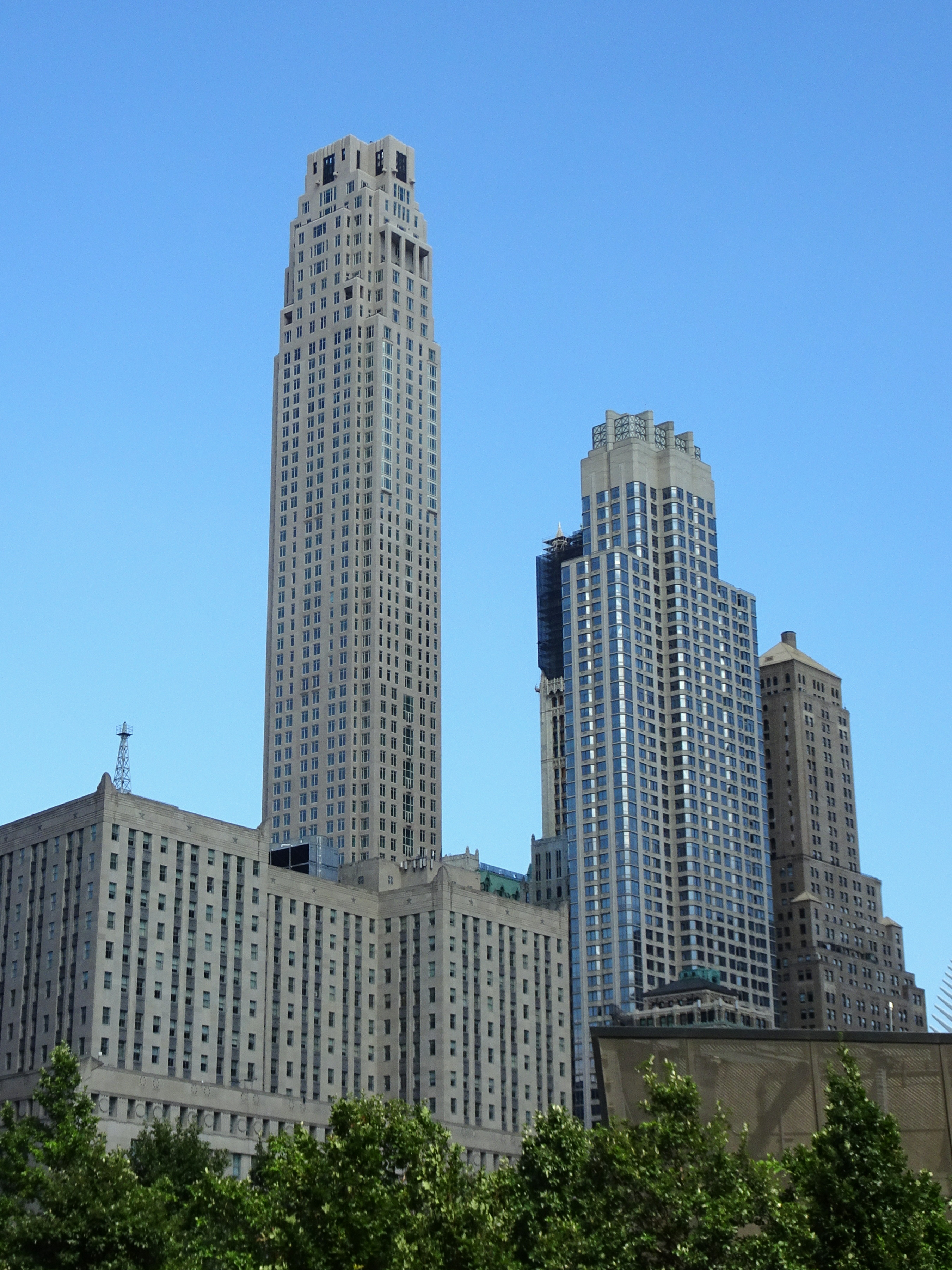
Foto 13 agosto 2016
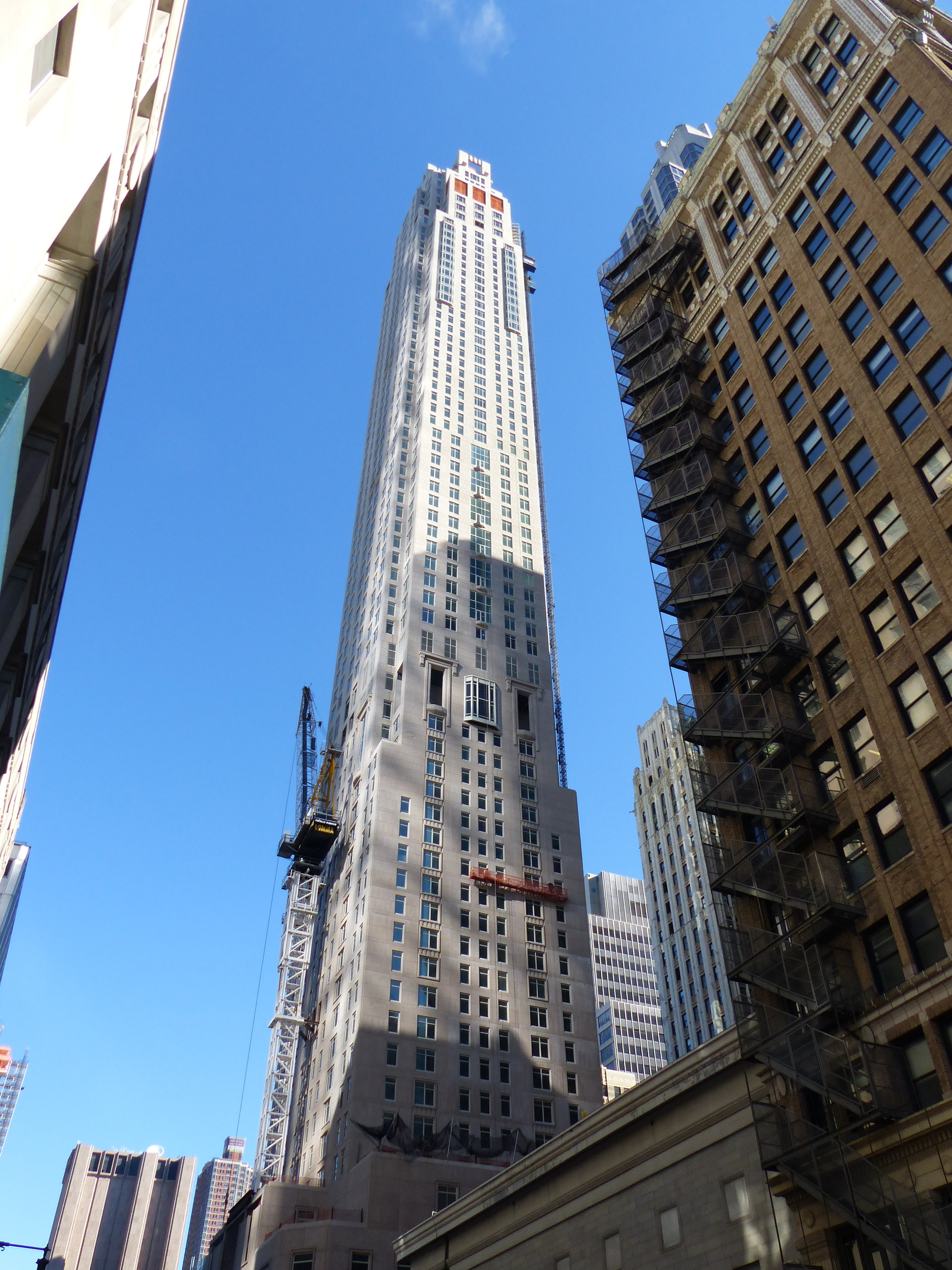
Foto del 30 Park Place